# Pangio pulla
Pangio pulla är en fiskart som beskrevs av Maurice Kottelat och Lim, 1993. Pangio pulla ingår i släktet Pangio och familjen nissögefiskar. Inga underarter finns listade i Catalogue of Life.